# I 4 figli di Katie Elder
I 4 figli di Katie Elder (The Sons of Katie Elder) è un film del 1965 diretto da Henry Hathaway, con John Wayne, Dean Martin e George Kennedy.

## Trama
A Clearwater, nel Texas, i quattro figli di Katie Elder si riuniscono per il funerale della donna. Pur sapendo della tempra morale della madre, non credevano di trovare tutto in ordine dopo la sua morte, compreso il funerale con il servizio già pagato. "Era una gran donna" è la frase ricorrente in ricordo di Katie. Ma qualcosa non quadra, sulla perdita della fattoria e soprattutto sull'uccisione del padre che aveva perso la terra a blackjack e forse era stato truffato ed assassinato. Per non mettere nei guai i figli, teste calde, Katie non aveva detto nulla, ma ora i quattro vogliono vederci chiaro.
Il primo indiziato è Hastings, commerciante della zona che vuole mettere le mani sulle terre. Durante una scazzottata, i fratelli casualmente scoprono che Katie aveva contattato un allevatore per far affari e guadagnare quel che serviva per far studiare il più giovane dei figli. I fratelli decidono di onorare l'impegno e partono con una mandria per portare i capi alla vendita. Nel frattempo Hastings fa in modo di attirare lo sceriffo a casa degli Elder e lì ne provoca la morte incolpando i fratelli, i quali vengono catturati. I fratelli riescono comunque a smascherarlo.